# Laboratório de Vibrações e Acústica da UFSC
O Laboratório de Vibrações e Acústica (LVA) da Universidade Federal de Santa Catarina é uma instituição brasileira de pesquisa científica e desenvolvimento tecnológico na área de engenharia mecânica com foco em acústica. Tem sede no campus da UFSC na cidade de Florianópolis, Santa Catarina, desde o início da década de 1980.

## História
O LVA-UFSC foi criado no início da década de 1980 para dar suporte à linha de pesquisa em acústica e vibrações do programa de pós-graduação em engenharia mecânica da UFSC. Inicialmente, a pesquisa era focada na resolução de problemas de ruído em equipamento industrial. Ao longo dos anos, o interesse de pesquisa expandiu para áreas como materiais de controle de ruído, métodos experimentais e numéricos para problemas vibro-acústicos, acústica de edificações, aeroacústica e, mais recentemente, na área biomédica sobre dispositivos de audição e fonação.
Atualmente, o laboratório dispõe de diversos equipamentos e uma estrutura que permite o desenvolvimento científico e tecnológico nas áreas de interesse. Por exemplo, câmaras reverberantes, uma câmara com controle de temperatura (-30 oC a 50 oC) para ensaios de vibração, um tanque para calibração de equipamentos de acústica submarina, entre outros.

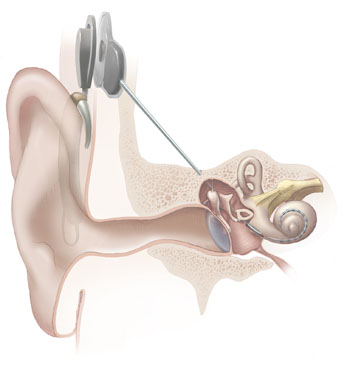
Representação de um implante coclear

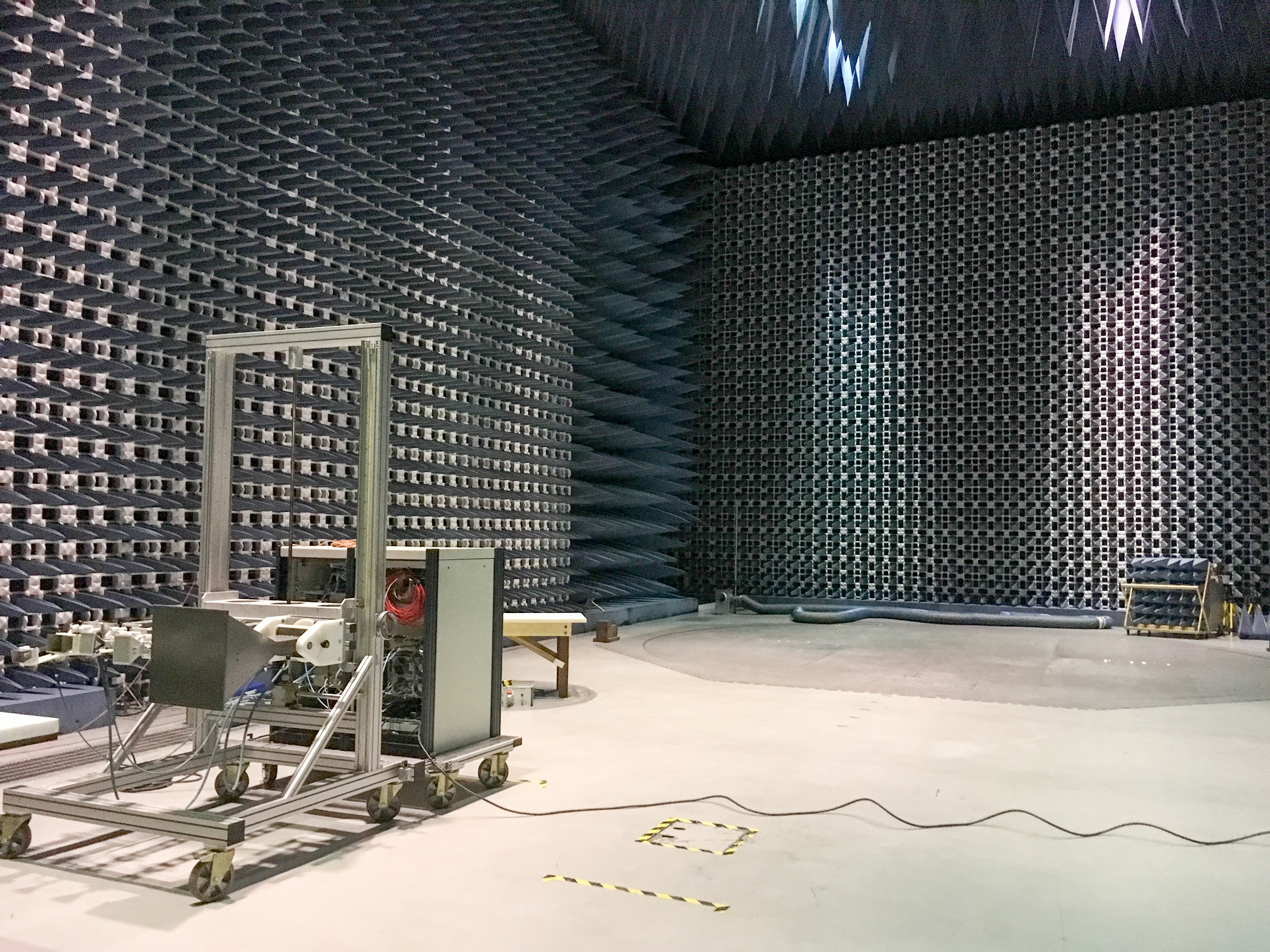
Câmara acústica do Instituto Nacional de Pesquisas Espaciais.

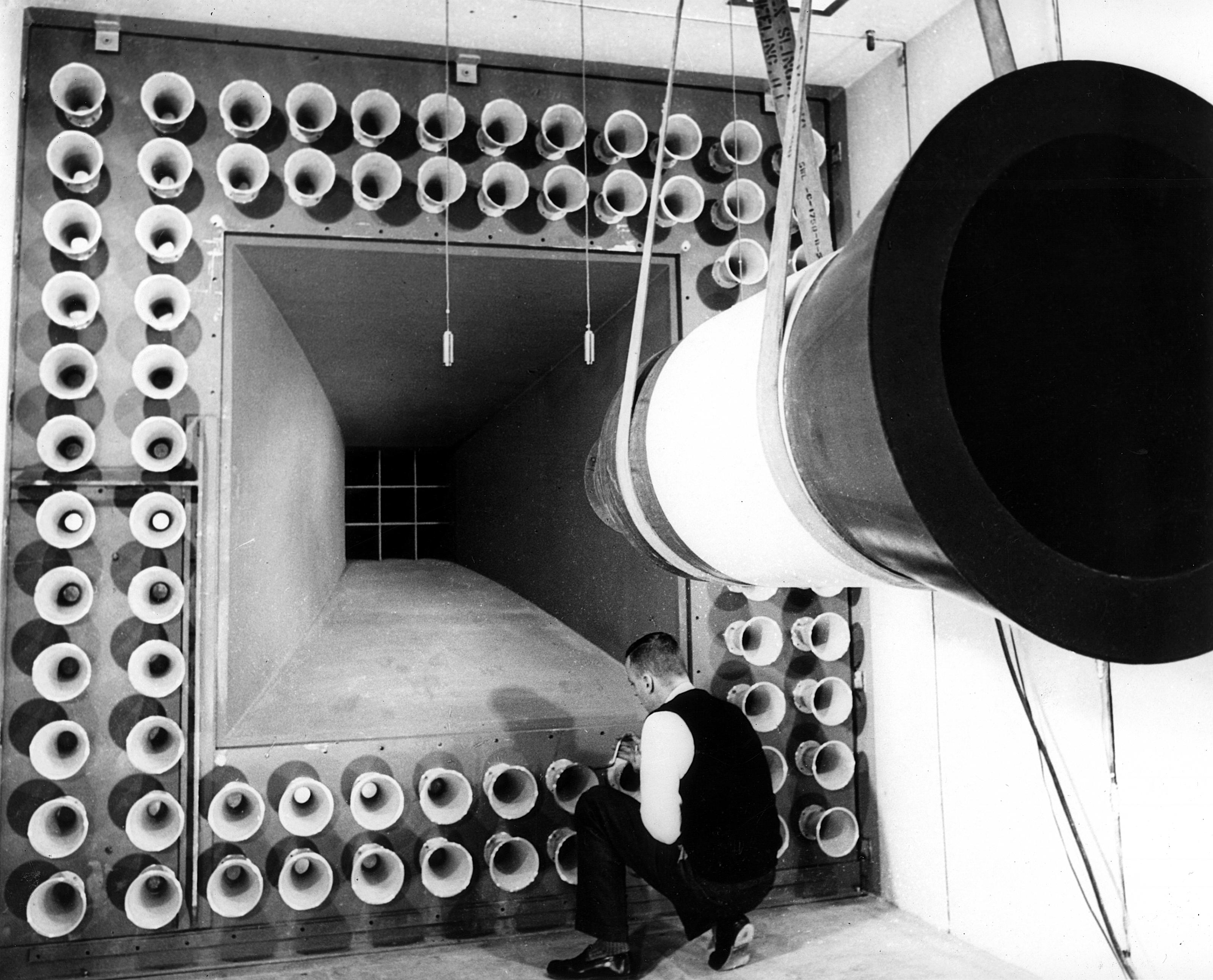
Um modelo em escala real de um veículo de reentrada SNAP 10A é suspenso dentro de uma das câmaras na instalação acústica do Sandia Laboratory, EUA.

## Linhas de pesquisa
- Acústica da voz
- Implante coclear e aparelhos auditivos
- Fisiologia da audição, psicofísica e psicoacústica
- Acústica submarina
- Acústica veicular
- Métodos numéricos em vibroacústica
- Aeroacústica
- Ruídos e vibrações em aeronaves

### Prótese de voz
No âmbito do projeto Desenvolvimento de Prótese de Voz Tráqueo-Esofágica para Pacientes Laringectomizados, o grupo de pesquisadores coordenados pelo Professor Dr. Andrey Ricardo da Silva desenvolveu uma prótese de voz. Um dos objetivos deste projeto é a disponibilização do equipamento pelo Sistema Único de Saúde (SUS).
A pesquisa conta com o apoio de pacientes do Centro de Pesquisas Oncológicas de Santa Catarina (Cepon), os quais tiveram a laringe totalmente retirada em devido ao câncer. Todavia, cortes no financiamento de estudantes de pesquisa, que tem ocorrido desde 2016, colocam em risco a continuidade deste projeto de pesquisa e desenvolvimento tecnológico.

## Pesquisadores
- Andrey Ricardo da Silva, Ph.D. (McGill) M.Sc. (UFSC) B.Eng. (UFSC)
- Arcanjo Lenzi, Ph.D. (Southampton) M.Sc. (Southampton) B.Eng. (UFSC)
- Felipe Vergara, Ph.D. (UFSC) M.Sc. (UFSC) B.Eng. (UACh)
- Julio A. Cordioli, Ph.D. (UFSC/Cambridge) B.Eng. (UFSC)
- Stephan Paul, Ph.D. (UFSC) B.Eng. (UT Berlim)